# مولتکه، میشیگان
مولتکه (به انگلیسی: Moltke Township) یک منطقهٔ مسکونی در ایالات متحده آمریکا است که در Presque Isle County واقع شده‌است.
 مولتکه  ۲۹۶ نفر جمعیت دارد و ۲۶۲ متر بالاتر از سطح دریا واقع شده‌است.